# Fonction nombre de diviseurs
En théorie des nombres — une branche des mathématiques — la fonction nombre de diviseurs est une fonction arithmétique qui indique le nombre de diviseurs d'un entier naturel non nul {\displaystyle n}, en incluant parmi les diviseurs de {\displaystyle n} les nombres 1 et {\displaystyle n}. Elle est généralement notée {\displaystyle {\text{d}}} ou {\displaystyle \tau } (de l'allemand Teiler : diviseur), ou encore {\displaystyle \sigma _{0}}, comme cas particulier de fonction somme des puissances k-ièmes des diviseurs.

## Définition
Pour tout nombre naturel {\displaystyle n} on définit :
{\displaystyle {\text{d}}(n)=\operatorname {card} \left(\{d\in \mathbb {N} {\text{ ; }}1\leqslant d\leqslant n\ {\text{et}}\ d|n\}\right)=\sum _{d|n}1} où {\displaystyle d|n} indique la divisibilité de {\displaystyle n} par {\displaystyle d}.
Les premières valeurs sont les suivantes :
| n              | 1 | 2    | 3    | 4       | 5    | 6          | 7    | 8          | 9       | 10          | 11    | 12                |
| -------------- | - | ---- | ---- | ------- | ---- | ---------- | ---- | ---------- | ------- | ----------- | ----- | ----------------- |
| Diviseurs de n | 1 | 1, 2 | 1, 3 | 1, 2, 4 | 1, 5 | 1, 2, 3, 6 | 1, 7 | 1, 2, 4, 8 | 1, 3, 9 | 1, 2, 5, 10 | 1, 11 | 1, 2, 3, 4, 6, 12 |
| d(n)           | 1 | 2    | 2    | 3       | 2    | 4          | 2    | 4          | 3       | 4           | 2     | 6                 |

## Propriétés
- On a l'identité suivante : {\displaystyle \sum _{k=1}^{n}{\text{d}}(k)=\sum _{d=1}^{n}\left\lfloor {\frac {n}{d}}\right\rfloor } où {\displaystyle \left\lfloor \,.\right\rfloor } désigne la fonction partie entière[2],[3],[4] :

- Si la décomposition en produit de facteurs premiers de {\displaystyle n} est
{\displaystyle n=p_{1}^{\alpha _{1}}p_{2}^{\alpha _{2}}\dots p_{r}^{\alpha _{r}}},
alors[5] :
{\displaystyle {\text{d}}(n)=(\alpha _{1}+1)(\alpha _{2}+1)\dots (\alpha _{r}+1)}.
- La fonction nombre de diviseurs est donc multiplicative, c.-à-d. que si {\displaystyle m} et {\displaystyle n} sont premiers entre eux, alors :
{\displaystyle {\text{d}}(mn)={\text{d}}(m){\text{d}}(n)}.
- Un nombre n est premier si et seulement si d(n)=2.
- Un nombre n est un carré parfait si et seulement si d(n) est impair.
- {\displaystyle {\text{d}}(n)} est le double du nombre de diviseurs de n entre 1 et √n, auquel il faut retrancher 1 si {\displaystyle n} est un carré parfait, donc un majorant de d(n) est 2√n.
- La fonction génératrice de (d(n)) s'exprime comme série de Lambert : 
{\displaystyle \sum _{n=1}^{\infty }{\text{d}}(n)s^{n}=\sum _{n=1}^{\infty }{\frac {s^{n}}{1-s^{n}}}} (pour {\displaystyle \operatorname {Re} (s)>1})
- La série de Dirichlet de (d(n)) est le carré de la fonction zêta de Riemann[6] :
{\displaystyle \sum _{n=1}^{\infty }{\frac {{\text{d}}(n)}{n^{s}}}=\zeta ^{2}(s)} (pour {\displaystyle \operatorname {Re} (s)>1})

## Comportement asymptotique

### Formule de Dirichlet

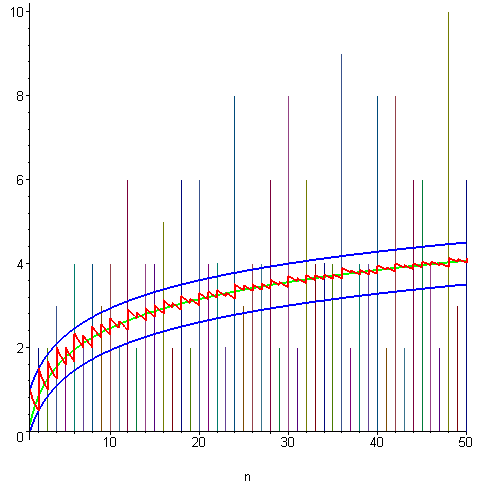
Représentation en bâtons de d(n) ; en rouge, de ; en bleu, de Hn-1 et Hn ; et en vert, de ln n+2γ-1.

La fonction d est très irrégulière : elle prend la valeur 2 pour {\displaystyle n} premier, et prend aussi des valeurs arbitrairement grandes (par exemple N + 1 pour n = 2N) . Mais en moyenne de Cesàro :  {\displaystyle {\frac {\sum _{k=1}^{n}{\text{d}}(k)}{n}}\sim \ln n}.
Ceci vient de la formule {\displaystyle \sum _{k=1}^{n}{\text{d}}(k)=\sum _{k=1}^{n}\left\lfloor {\frac {n}{k}}\right\rfloor } , dont on déduit : {\displaystyle H_{n}-1\leqslant {\frac {\sum _{k=1}^{n}{\text{d}}(k)}{n}}\leqslant H_{n}} où (Hn) est la série harmonique, puis l'encadrement :
{\displaystyle \ln n-1\leqslant {\frac {\sum _{k=1}^{n}{\text{d}}(k)}{n}}\leqslant \ln n+1}.

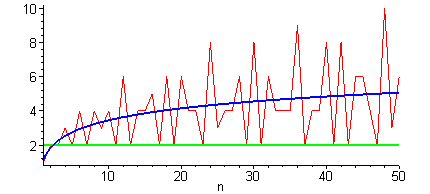
Représentation en rouge de d(n) ; en bleu, de l'ordre moyen ln n + 2γ ; et en vert, de 2, correspondant aux nombres premiers.

Un développement plus précis est donné par,,,
{\displaystyle {\frac {\sum _{k=1}^{n}{\text{d}}(k)}{n}}=\ln n+2\gamma -1+O(1/{\sqrt {n}})}
(où O est un symbole de Landau et γ la constante d'Euler-Mascheroni.)
Il a été démontré par Johann Peter Gustav Lejeune Dirichlet en 1849.
On en déduit qu'un ordre moyen pour d(n) est ln n + 2γ.

### Problème des diviseurs de Dirichlet
La recherche des valeurs de {\displaystyle \beta \leqslant {\tfrac {1}{2}}} telles que
{\displaystyle \sum _{1\leqslant n\leqslant x}d(n)=x\ln x+(2\gamma -1)x+O(x^{\beta })}
constitue le « problème des diviseurs de Dirichlet (en) ».
Des avancées ont été effectuées par Gueorgui Voronoï (1903, O(√x) remplacé par O(3√x log(x)), Johannes van der Corput (1922, β = 33/100), ainsi que Martin Huxley (de) (2003, β = 131/416). À l'opposé, Godfrey Harold Hardy et Edmund Landau ont démontré que β est nécessairement supérieur ou égal à 1/4. Les valeurs possibles pour β font toujours l'objet de recherches.

### Application à la différence du nombre de diviseurs pairs et du nombre de diviseurs impairs
Posons {\textstyle {\text{u}}(n)=\sum _{d|n}(-1)^{d}={\text{dp}}(n)-{\text{di}}(n)} où {\displaystyle {\text{dp}}(n)} est le nombre de diviseurs pairs de {\displaystyle n} et {\displaystyle {\text{di}}(n)} celui des diviseurs impairs ; la suite {\displaystyle (-{\text{u}}(n))} est répertoriée comme suite A048272 de l'OEIS.
On a alors l'identité : {\displaystyle \sum _{k=1}^{n}{\text{u}}(k)=\sum _{d=1}^{n}(-1)^{d}\left\lfloor {\frac {n}{d}}\right\rfloor } qui, combinée avec la valeur de la série harmonique alternée {\displaystyle \sum _{d=1}^{\infty }{\frac {(-1)^{d}}{d}}=-\ln 2},
donne la convergence au sens de Cesàro de {\displaystyle ({\text{u}}(n))} vers {\displaystyle -\ln 2} .
La formule de Dirichlet permet d'obtenir plus précisément : {\displaystyle {\frac {\sum _{k=1}^{n}{\text{u}}(k)}{n}}=-\ln 2+O(1/{\sqrt {n}})}.

## Plus petit entier ayant un nombre prescrit de diviseurs
Notons {\displaystyle n_{\min }(m)} le plus petit {\displaystyle n} tel que {\displaystyle {\text{d}}(n)=m} ; la suite {\displaystyle (n_{\min }(m))_{m}} est répertoriée comme suite A005179 de l'OEIS.

Le tableau suivant en donne les 36 premiers termes.
Nota 1 : Pour p,q premiers tels que {\displaystyle p\leqslant q}, {\displaystyle n_{\min }(p)=2^{p-1}} et {\displaystyle n_{\min }(pq)=2^{q-1}3^{p-1}}.
Nota 2 : si {\displaystyle n_{\min }(m)} n'a pas de successeur plus petit que lui, alors il est hautement composé.

## Généralisation
La fonction {\displaystyle \sigma _{k}} associe à tout naturel non nul la somme des puissances {\displaystyle k}-ièmes de ses diviseurs :
{\displaystyle \sigma _{k}(n)=\sum _{d\mid n}d^{k}}
La fonction nombre de diviseurs est donc le cas particulier de cette fonction obtenu pour {\displaystyle k=0} :
{\displaystyle \sigma _{0}(n)=\sum _{d\mid n}d^{0}=\sum _{d\mid n}1={\text{d}}(n)}.